# Neopycnodonte cochlear
Neopycnodonte cochlear är en musselart som först beskrevs av Giuseppe Saverio Poli 1795.  Neopycnodonte cochlear ingår i släktet Neopycnodonte och familjen Gryphaeidae. Inga underarter finns listade i Catalogue of Life.